# Араш Борхані
Араш Борхані (перс. آرش برهانی, нар. 14 вересня 1983, Керман) — іранський футболіст, нападник клубу «Пайкан».
Виступав, зокрема, за клуби «ПАС Тегеран» та «Естеглал», а також національну збірну Ірану.

## Клубна кар'єра
Народився 14 вересня 1983 року в місті Керман. Вихованець юнацьких команд футбольних клубів «ПАС Тегеран» та «Шахрдарі» (Керман).
У дорослому футболі дебютував 2002 року виступами за команду клубу «ПАС Тегеран», в якій провів чотири сезони, взявши участь у 94 матчах чемпіонату. Більшість часу, проведеного у складі ПАСа, був основним гравцем атакувальної ланки команди. У складі ПАСа був одним з головних бомбардирів команди, маючи середню результативність на рівні 0,36 голу за гру першості.
Згодом з 2006 по 2007 рік грав у складі команд клубів «Ан-Наср» (Дубай) та «ПАС Тегеран».
Своєю грою за останню команду привернув увагу представників тренерського штабу клубу «Естеглал», до складу якого приєднався 2007 року. Відіграв за тегеранську команду наступні дев'ять сезонів своєї ігрової кар'єри. Граючи у складі «Естеглала» також здебільшого виходив на поле в основному складі команди. В новому клубі був серед найкращих голеодорів, відзначаючись забитим голом в середньому щонайменше у кожній третій грі чемпіонату.
До складу клубу «Пайкан» приєднався 2016 року. Відтоді встиг відіграти за тегеранську команду 5 матчів в національному чемпіонаті.

## Виступи за збірні
Протягом 2003–2006 років залучався до складу молодіжної збірної Ірану. На молодіжному рівні зіграв у 16 офіційних матчах, забив 12 голів.
У 2003 році дебютував в офіційних матчах у складі національної збірної Ірану. Наразі провів у формі головної команди країни 37 матчів, забивши 10 голів.
У складі збірної був учасником кубка Азії з футболу 2004 року у Китаї, на якому команда здобула бронзові нагороди, чемпіонату світу 2006 року у Німеччині.

## Титули і досягнення
- Переможець Чемпіонату Західної Азії: 2004
- Бронзовий призер Кубка Азії: 2004
- Бронзовий призер Азійських ігор: 2006